# Aeolochroma suffusa
Aeolochroma suffusa är en fjärilsart som beskrevs av Louis Beethoven Prout 1932. Aeolochroma suffusa ingår i släktet Aeolochroma och familjen mätare. Inga underarter finns listade i Catalogue of Life.